# ジャパンMMAリーグ
JAPAN MMA LEAGUE（ジャパンMMAリーグ）は、2011年より開催される総合格闘技の対抗戦である。略称はJML。

## 概要
2011年4月2日にDEEPとSMASHの合同による新イベント開催を発表した。両団体が主催に当たり、代表には佐伯繁DEEP代表、コミッショナーには酒井正和SMASH代表が就任した。道場あるいはチームによるリーグ戦形式を採用し、優勝を争う。
5月7日の新木場1stRING大会で旗揚げされ、10月8日までブロックリーグを行った後、2012年3月3日に初代優勝が決まる。
出場資格はプロ10戦未満で5勝未満とする。

## 大会方式
- 16の格闘技道場もしくはチームが参加。4ブロックに分かれて予選リーグを行い、各ブロック上位が決勝リーグに進出
- 62kg以下、65.8kg以下、70.3kg以下の3階級
- 5分2ラウンドのDEEP MMAルールを採用。
- リーグ戦の途中でも選手の入れ替えは可とし、大会10日前までに提出。
- 予選リーグの試合は勝ち点制を採用。勝利4、一本もしくはKOでボーナス2、引き分けは0、合計ポイントが高いチームが決勝リーグに進出。準決勝、決勝は1大会ごとの勝ち点で争う。同点の場合は予選リーグからの合計ポイントが高いチームが勝利。

## 優勝
- 2011-12：MACH道場